# Плющ

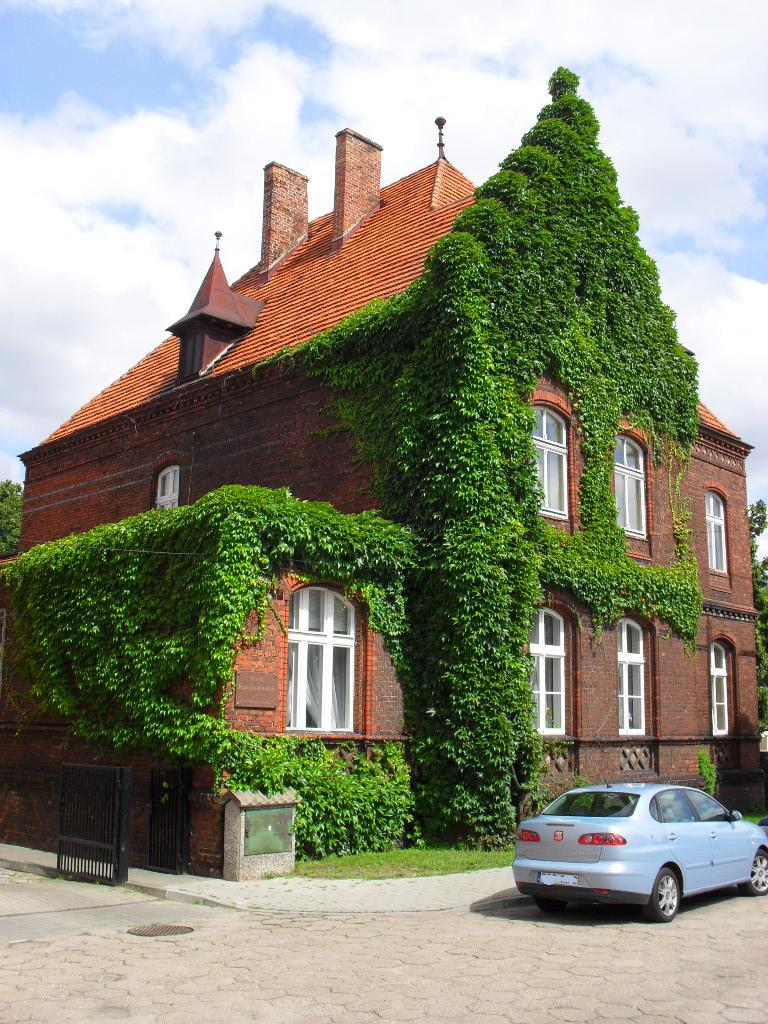
Плющ

Плющ (Hedera L.), прочита́н  і бречитан — рід з приблизно 15 видів рослин родини аралієвих (Araliaceae), що в'ються або стеляться по землі. Батьківщиною роду є острови Атлантичного океану, Західна Центральна і Південна Європа, Північно-західна Африка, Центральна та Південна Азія. На відповідних поверхнях (дерева і скелі), вони можуть збиратися на висоту до 25-30 м вище за рівень землі.
В Україні ростуть плющ звичайний (Hedera helix) і плющ кримський (Hedera taurica).

## Загальні ознаки
Плющ це — повзучий чагарник, що чіпляється своїм повітряним корінням за стіни, стовбури дерев та ін.
Невеликі квіти зібрані на верхівці гілок в щитки, головки або кісти. Квітка або зовсім не має приквіток, або з дуже маленькими приквітками.
Плід — чорна або жовтувата ягода, містить п'ять зерен.

## Цілющі властивості
Лікарською сировиною є плоди і листя плюща непальського, плюща ірландського (Н. hibernica) і плюща капустнолистого (Н. crenata). У листках і плодах цих плющів містяться сапоніни і гедерин. Препарати з плюща використовують як антисептик і в'язкий засіб, а також як блювотний і проносний засіб. Вважається, що плющі допомагають боротися з мозолями. У народній медицині настойки з листків і пагонів використовують при подагрі, захворюваннях печінки і жовчного міхура, при лікуванні ревматизму. Плющ звичайний (Н. helix) застосовують у гомеопатії.

## Опис найпоширеніших сортів плюща
Плющ звичайний (Hedera helix) — кучерява або ґрунтопокривна рослина, невибаглива, з довгими гнучкими стеблами, на стеблах повітряні корені-присоски. Листя шкірясте, глянсове, 5-лопатеве, з мережею світлих жилок. Існують також різновиди з листками різноманітної форми і візерунків. Квітки дрібні, непоказні, зеленувато-жовті можуть мати білу або кремову облямівку, зібрані в парасолеподібні суцвіття. Плоди — синьо-чорні ягоди. Нараховує майже 400 сортів. Для будинку підходять сорти із дрібними листками:
- «Батеркап» — з яскравими листочками, і декількома зовсім жовтими листками;
- «Біла ніч» — біле листя із зеленою облямівкою;
- «Єва» — листя з білою облямівкою;
- «Льодовик» — із сіро-сріблистими плямами і білою облямівкою;
- «Мереживний» — із часточковими трипалими листками темно-зеленого кольору;
- «М'ятна Колібрі» — зелені листки з облямівкою і плямами жовтувато-кремового кольору;
- «Плющ Лузії» — яскраво-зелені листки з темно-зеленими плямами;
- «Перкео» — з округлими листками; і ін.
- Плющ Канарский (Hedera canariensis) — одна з найвищих рослин. Листки великі, до 12 см довжиною і 15 см шириною, темно-зелені, із блідо-зеленими прожилками, за формою, що нагадують трикутник. Найпопулярнішим є сорт з яскравими листочками «Variegata» — велике злегка лопатеве листя з білими краями часто продається під іншою назвою — «Gloire de Marengo». Правильна сучасна його назва — Плющ алжирський (Hedera algeriensis «Gloire de Marengo»).

## Догляд за плющем

### Місце вирощування
Рослина добре переносить тінь, однак його різновиди з яскравим забарвленням листочків слід вирощувати в добре освітленому місці, притіняючи від літнього пекучого сонця. При недостатньому освітленні або ураженні прямим сонячним промінням яскраве забарвлення листочків пропадає.

### Температура
Плющ (хедера) віддає перевагу прохолодним приміщенням з температурою в зимовий час близько 10-15 °C, у літню пору близько 18 °C (може переносити і вищі температури). Влітку рослину можна виносити на балкон, веранду, у сад. Добре переносить різкі коливання температури і протяги.

### Полив
Плющ — вологолюбива рослина, тому у весняно-літній період полив повинен бути регулярним і досить рясним. Взимку якщо рослина утримується при кімнатній температурі необхідно поливати так само, як і влітку; якщо зимує в прохолодному місці — полив обмежений, але не допускаючи пересихання ґрунту.

### Вологість повітря
При температурі вище 18 °C вимагає підвищеної вологості повітря. Взимку, якщо включене центральне опалення, регулярно обприскуйте листя.

### Підгодівля
Плющ звичайно вирощують у горщиках невеликих розмірів, і саме тому, для того щоб одержати гарну міцну рослину, його потрібно регулярно підживлювати. Навесні і влітку, у період активного росту, рослину підгодовують 2-3 рази на місяць, використовуючи при цьому спеціальні квіткові добрива. Взимку кількість підгодівель скорочують до 1 рази на місяць.

### Пересадження
Молоді рослини пересаджують щорічно навесні, потім через 2-3 року в ґрунт, складений з дернової і листової землі, торфу й піску (2:1:1:1). Горщики при посадці і пересадженні не повинні бути великими. На дно горщика встановлюють гарний дренаж для того, щоб земляний ком не перезволожувався.
У період інтенсивного зростання плющі сильно загущуються, тому навесні і восени видаляють відмерлі частини рослини і на 1/3 підрізають надмірно довгі пагони.

### Розмноження
Для посадки плющів потрібна звичайна землесуміш з парникової і дернової з додаванням невеликої кількості листяної землі і піску, pH 6-6,7. Горщики при посадці і пересадці не повинні бути великими. Пересаджувати потрібно раз на 2-3 роки. Плющ легко розмножується верхівковими черенками протягом усього року. Укорінюються дуже швидко у воді, або в будь-якому субстраті. Після вкорінення висаджуються в горщики по декілька штук. Для того щоб рослина краще гілкувалася, кілька раз на рік проводять прищіпування. Якщо у вашій колекції є фатсія (рослина тієї ж родини), тоді можна прищепити кілька пагонів плюща на дорослу рослину. У результаті вийде дуже оригінальне «плакуче» деревце.

### Шкідники
Найчастіше плющ вражається щитівками, тріпсами, червоним павутинним кліщем. Вони поселяються по обидва боки листків, які потім деформуються, жовтіють і відмирають. Спочатку механічним шляхом видаляють паразитів за допомогою змоченого в мильному розчині тампону, кілька раз обмивають рослину сильним струменем води. Потім роблять обробку листків спеціальними препаратами, наприклад, карбофосом або актеліком (15-20 крапель на 1 л води).

## Легенда виникнення
Стародавні греки вважали плющ священною рослиною, адже він відвернув смерть від самого бога Діоніса. Ось як це було.
Грізний Зевс покохав юну царівну Семелу і пообіцяв виконати будь-яке її прохання. Тоді богиня Гера, яка ненавиділа Семелу і бажала її смерті, підмовила царівну попросити Зевса, щоб з'явився до неї в усій своїй величі бога-громовержця.
Цар богів не міг відмовити Семелі, оскільки він дав слово. І громовержець з'явився. Блискавка іскрилася в його руках, раз у раз вдаряли громи. Усе довкола спалахнуло, загорівся і завалився царський палац, загойдалася земля. Охоплена жахом, Семела упала додолу, її охопило полум'я. Зрозуміла вона підступність Гери, та було пізно.
У Семели, яка помирала, народився син Діоніс. У лавині вогню дитя здавалося приреченим на неминучу смерть. Та хіба міг загинути син великого Зевса? Із землі звідусіль почав рости густий плющ. Він покрив дитину своєю зеленню і врятував від загибелі.
 Діоніс виріс, став прекрасним i могутнім богом вина, богом сили, радості і родючості.
Вічнозелений плющ разом із виноградною лозою став символом влади Діоніса.